# Maruschka Detmers
Maruschka Detmers (Schoonebeek (Drente), 16 de diciembre de 1962) es una actriz neerlandesa.

## Biografía
Detmers se mudó a Francia siendo una adolescente, en donde captó la atención del director Jean-Luc Godard. En 1983, realizó su debut dramático en Prénom Carmen. Otras películas notables en las que ha participado son Hanna's War y  The Mambo Kings. Es conocida por su papel en la película de 1986 Il diavolo in corpo, en la que realiza una felación real al coprotagonista Federico Pitzalis.

## Filmografía
- Les Frileux (2010, telefilme)
- Männer lügen nicht (2010, telefilme)
- Robert Zimmermann wundert sich über die Liebe (2008)
- Nos 18 ans (2008)
- Disparition (2005, telefilme)
- Le Père Goriot  (2004, telefilme)
- Mon fils cet inconnu (2004, telefilme)
- Mata Hari, la vraie histoire (2003, telefilme)
- Capitaine Lawrence (2003, telefilme)
- Jean Moulin, une affaire française (2003, telefilme)
- Mère, fille : mode d'emploi (2002, telefilme)
- Zugvögel der Liebe (2001, telefilme)
- Te quiero (2001)
- Pour l'amour du ciel (2000)
- St. Pauli Nacht (1999)
- Sommergewitter (1998, telefilme)
- Clarissa (1998, telefilme)
- Rewind (1998)
- Comme des rois (1997)
- Méfie-toi de l'eau qui dort (1996)
- The Shooter (1995)
- Elles n'oublient jamais (1994)
- The Mambo Kings (1992)
- Armen and Bullik (1992, telefilme)
- Le Brasier (1991)
- Comédie d'été (1989)
- Deux (1989)
- Hanna's War (1988)
- Come sono buoni i bianchi (1988)
- Il diavolo in corpo (1986)
- Lime Street (1985, serie de TV)
- Via Mala (1985, miniserie)
- La Vengeance du serpent à plumes (1984)
- La Pirate (1984)
- Le Faucon (1983)
- Prénom Carmen (1983)